# Казарца-Лігуре
Казарца-Лігуре, Казарца-Ліґуре (італ. Casarza Ligure, ліг. Casarsa) — муніципалітет в Італії, у регіоні Лігурія,  метрополійне місто Генуя.
Казарца-Лігуре розташована на відстані близько 370 км на північний захід від Рима, 45 км на схід від Генуї.
Населення — 6779 осіб (2014).

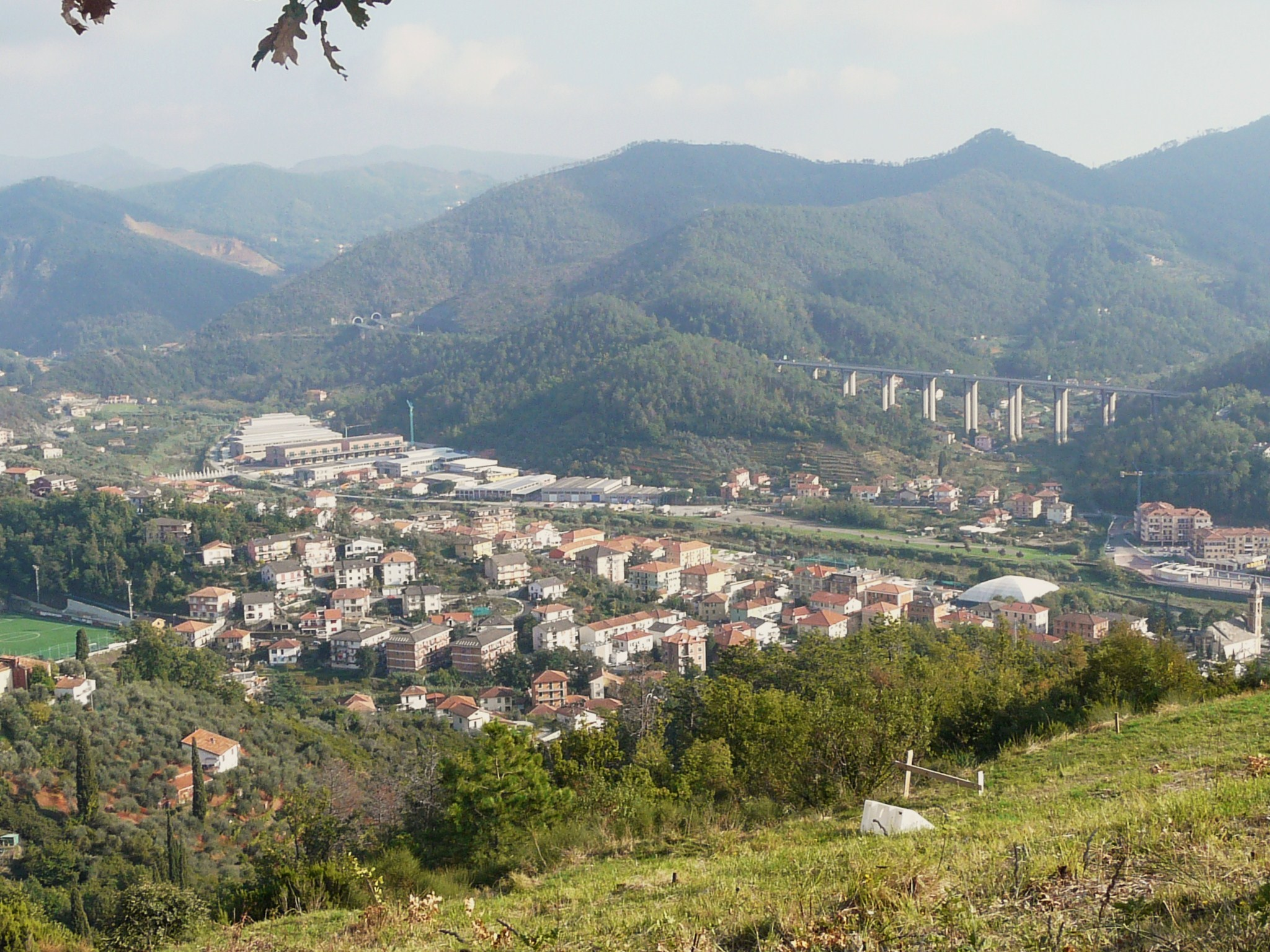

Щорічний фестиваль відбувається 29 вересня та у неділю після 4 травня. Покровитель — san Michele Arcangelo.

## Демографія
Населення за роками:

Станом на 1 січня 2023 року в муніципалітеті офіційно проживало 435 іноземців з 35 країн, серед них 161 громадянин країн Євросоюзу та 18 громадян України.

## Сусідні муніципалітети
- Кастільйоне-К'яварезе
- Майссана
- Монелья
- Не
- Сестрі-Леванте